# Kevin Clash
Kevin Jeffrey Clash (Baltimore, 17 de setembro de 1960) é um manipulador de bonecos, diretor e produtor americano, cujos personagens são Elmo, Clifford, Benny Rabbit, e Hoots o Coruja.
Clash desenvolveu um interesse em marionetes em uma idade precoce e começou a se apresentar para o programa de TV para crianças em sua cidade natal de Baltimore, Maryland, como um adolescente. No início da década de 1980, ele começou a trabalhar em Captain Kangaroo e começou a se apresentar em Sesame Street , em 1984. Ele foi o quinto marionetista a manipular Elmo, o personagem pelo qual ele se tornou o mais famoso e tornou-se um produtor executivo e diretor para o show. Clash trabalhou em várias produções para os Muppets e a Jim Henson Productions e em outros projetos. Ele demitiu-se do Sesame Street , em 20 de novembro de 2012, depois de alegações de impropriedade sexual, o que ele negou e foram demitidos devido ao estatuto de limitações a expirar. Clash escreveu uma autobiografia, Minha Vida como um Peludinho Monstro Vermelho, que foi publicado em 2006, foi o tema do documentário, em 2011, Sendo Elmo: Um Titereiro da Viagem.

## Primeiros anos
Kevin Clash nasceu em Baltimore, Maryland, em 17 de setembro de 1960, o terceiro de quatro filhos nascidos de George Clash, um flash soldador e faz-tudo, e Gladys Clash, que dirigia uma pequena creche em seus dois quartos, uma casa de banho em Turner Estação de Dundalk, Maryland. Clash desenvolveu um interesse em marionetes em uma idade precoce, inspirado por crianças mostra como Kukla, Fran e Ollie e Vila Sésamo. Ele fez o seu primeiro boneco, uma versão do Mickey Mouse, com a idade de 10. Quando ele tinha doze anos, ele criou um macaco fantoche do forro de seu pai casaco. Suas primeiras performances foram para sua mãe as crianças da creche.
Até o momento ele era um adolescente, ele tinha construído quase 90 bonecos, que ele baseado em anúncios publicitários, música popular, e seus amigos. Enquanto ainda estava no colegial, em Clash realizado em locais ao longo de Baltimore, incluindo escolas, igrejas, captação de recursos e eventos da comunidade. apesar de figurar em um bairro festival, o Clash foi descoberto pela personalidade de televisão de Baltimore Stu Kerr, que se tornou Clash do primeiro mentor e o contratou para realizar o espetáculo de Vagão no Canal 2. Clash também construiu fantoches para a franquia Romper Room. Quando ele tinha 17 anos, ele entrou em contato e se reuniu marionetista Kermit Love, que se tornou mentor de Clash, depois de ver o Love em destaque em um episódio do documentário Call It Macaroni. , Em 1979, sobre a recomendação de Love, o Clash apareceu como o Come-Come no carro alegórico da Vila Sésamo durante a Macy's Thanksgiving Day Parade, e conheceu Jim Henson, que mais tarde tornou-se seu chefe, mentor e grande amigo.
Quando ele tinha dezenove anos, o Clash se tornou um titereiro para o Capitão Canguru, inicialmente como uma convidada, na qual ele também fez ocasionais na câmera de aparências. Os produtores do Capitão Canguru de Clash fantoche criações para o show. Em 1984, o Clash teve que se virar para baixo Henson oferta para trabalhar em seu filme The Dark Crystal, porque ele estava trabalhando em dois programas de TV ao mesmo tempo, o Capitão Canguru e o Amor do sindicado programa Espacial Grande Montanha-russa, na qual ele foi produtor pela primeira vez.

## Carreira
O Capitão Canguru foi cancelado em 1984, após 29 de temporadas, e Great Space Coaster terminou, liberando Clash para trabalhar em projetos com Henson, como o filme o Labirinto e a Vila Sésamo. Clash começou a trabalhar na Vila Sésamo para dez episódios em 1983, principalmente realizando anódino, fantoches conhecido como Anything Muppets. Alguns de seus primeiros personagens foram incluídos o tocador de saxofone Hoots, o Coruja (com base no Louis Armstrong), o infantil Bebê Natasha, e inventor Dr. Nobel Price. Depois de 1985, Elmo, um garoto monstro vermelho, tornou-se o seu personagem principal. Quatro marionetistas, incluindo Richard Hunt, tinha realizado o Elmo anteriormente, mas foi o Clash do desenvolvimento, com uma voz de falsete, que estabeleceu o personagem. Ele com base Elmo do personagem na pré-escola as crianças que participaram de sua mãe creche, em Baltimore, e sobre a sua própria personalidade, e a personalidade de seus pais. Clash seguiu o conselho do colega marionetista Frank Oz, que contou Clash para sempre "encontrar um gancho especial" para cada personagem. Clash decidido que a característica central para o Elmo deve ser o de que ele "deve representar o amor".
Após o auge da popularidade de Elmo de sua popularidade, especialmente a mania de "Tickle Me Elmo" em 1996, as responsabilidades de Clash na Vila Sésamo aumentaram. Ele recrutou, fez o teste, e treinou seus marionetistas, e tornou-se o coordenador sênior Muppet, um escritor, diretor e co-produtor do Mundo do Elmo segmento do show. Clash trabalhado e orientou os marionetistas de Sesame Street co-produções internacionais. Ele encontrou trabalhando com o co-produções "muito divertido" e "muito gratificante". Ele trabalhou em 1985 no filme Siga em Que o Pássaro. Em 2007, ele foi promovido a consultor criativo senior para a Sesame Workshop. Até 2011, ele foi o único artista como Elmo em todas as suas relações públicas aparências, fazendo de sua agenda, como ele a chamou, "louco". Cheryl Henson, o presidente da Jim Henson Fundação, o chamou de "essencial" para o show.
Trabalhou na primeira versão do filme de Teenage Mutant Ninja Turtles, em 1990, e a sequência, Teenage Mutant Ninja Turtles II: O Segredo do Ooze, que foi dedicado ao Henson, em 1991, expressando o Mestre Splinter. Ele atuou em várias produções com a Jim Henson Productions, incluindo como o Muppet Clifford em Jim Henson Hour (1989), e atuando como fantoches, personagens de Frank Oz (Miss Piggy, Fozzie Bear, Sam, a Águia, e Animal) em Muppet Treasure Island (1996). Clash realizado nos filmes Muppets from Space (1999) e Os Muppets' Wizard of Oz (2005), e a série de TV Muppets Tonight (1996-1998), em que ele reprisou Clifford, que serviu como o show do anfitrião. Ele realizou personagens e trabalhou nos bastidores, no seriado Dinossauros. Em 1999, o Clash trabalhou em um filme estrelado por Elmo, As Aventuras de Elmo na Grouchland.
Em 2006, Clash, publicou sua autobiografia, co-escrito por Gary Brozek e Louis Henry Mitchell, intitulado Minha Vida como um Peludinho Monstro Vermelho: o Que é Ser Elmo Me Ensinou Sobre Vida, Amor e Rindo Alto. Sua vida foi destaque em 2011 documentário que está Sendo Elmo: Um Titereiro da Viagem.

### Demissão de Sesame Workshop
Em novembro de 2012, Sheldon Stephens (23) alegou que ele tinha tido um relacionamento sexual com o Clash que começou quando Stephens tinha 16 anos. A Sesame Workshop havia sido inicialmente apresentado com a denúncia, em junho, e a sua investigação descobriu que a denúncia parecia ser infundada. Clash reconheceu que ele tinha tido uma relação com o acusador; no entanto, ele caracteriza a relação como sendo consensuais entre adultos. Stephens, mais tarde, se retrataram a sua acusação, mas duas semanas mais tarde, outro acusador, Cecil Singleton, fez acusações semelhantes e ações judiciais foram ajuizadas pelo procurador - Jeffrey Herman contra Clash.
Kevin demitiu-se da Sesame Workshop no dia 20 de novembro, de 2012, e divulgou uma declaração dizendo: "assuntos pessoais ter desviado a atenção de longe o importante trabalho Vila Sésamo está fazendo e eu não posso deixá-lo ir mais. Estou profundamente arrependido de sair e estou ansioso para resolver essas questões de natureza pessoal privada." a Sesame Workshop também divulgou um comunicado: "Infelizmente, a controvérsia em torno de Kevin vida pessoal tornou-se uma distração que nenhum de nós deseja, e ele concluiu que ele não pode mais ser eficaz em seu trabalho e tem demitiu-se da Vila Sésamo." Eles afirmaram que outros marionetistas que tinham sido treinadas para servir como suplentes de Clash e assumir seus papéis no espetáculo.
Em julho de 2013, os três casos contra Clash foram demitidos porque as declarações foram feitas mais de seis anos depois de cada homem deveria ter tomado conhecimento do Clash alegadas violações durante as três anos depois de cada completar 21 anos. Advogados de Clash expressaram sua esperança de que a decisão que lhe permitirá restaurar a sua vida pessoal e profissional. Os advogados dos demandantes recorreram da decisão, alegando que os efeitos psicológicos do abuso não foram totalmente realizados até 2012. Em abril de 2014, a decisão de fechar a três processos foi mantida pelo Tribunal de alçadas. Meses após o outro supostas vítimas legais acusações, Stephens entrou com uma ação na Pensilvânia contra Clash, mas acabou demitido em junho de 2014, porque o prescrição tinha terminado.

## Vida pessoal
Clash foi casado por 17 anos e tem uma filha que nasceu em 1993.
Em novembro de 2012, Clash saiu publicamente como homossexual em resposta às alegações que levaram à sua demissão da Sesame Workshop. Nesta ocasião, disse: “Eu sou um homem gay. Eu nunca tive vergonha disto, nem tentei esconder, mas era algo pessoal."
Clash afirmou que, embora as crianças o ignorem e falem diretamente com Elmo, adultos afro-americanos tendem a se surpreenderem quando o encontram, pois ele é negro. Ele declarou em entrevistas que sua identidade racial foi pertinentes ao seu trabalho, e que veio através de suas performances.

## Prémios e distinções
- Confronto ganhou o Emmy Awards para Excelente desempenho em uma Série de Crianças por seu trabalho como Elmo na Rua Sésamo , em 1990, 2005-2007, e de 2009-2013.[56][57] Em todas, ele ganhou 27 dia Emmys e um prime-time Emmy.[58]
- Ele foi o primeiro destinatário dos 'Miss Jean" Worthley Prêmio de Serviço para as Famílias e Crianças que recebem por Maryland Televisão Pública no dia 9 de junho, 2007.[59]
- Em 19 de Maio de 2012, o Clash foi presenteado com um grau honorário de Washington & Jefferson College.[60]

## Trabalhos citados
- Confronto, Kevin, Gary Brozek, e Louis Henry Mitchell (2006). Minha Vida como um Peludinho Monstro Vermelho: o Que é Ser Elmo Me Ensinou Sobre Vida, Amor e Rindo Alto. New York: Random House. ISBN 0-7679-2375-8
- Davis, Michael (2008). Gangue de rua: A História Completa da Rua Sésamo. New York: Viking Penguin. ISBN 978-0-670-01996-0
- Herman, Karen (2004-07-20). Arquivo da Televisão Americana. Partes 1-4.
- Marcas, Constança (Diretor) (2011) (DVD). Sendo Elmo: Um Titereiro de Viagem.